# Кріс Браун (борець)
Кріс Браун (англ. Cris Brown; нар. 14 січня 1963, Мельбурн, штат Вікторія) — австралійський борець вільного стилю, п'ятиразовий чемпіон Океанії, чемпіон та срібний призер чемпіонатів Співдружності, срібний призер Ігор Співдружності, бронзовий призер Тихоокеанських ігор, учасник п'яти Олімпійських ігор.

## Життєпис
Боротьбою почав займатися з 1977 року.
Виступав за борцівський клуб Університету Вікторії, Мельбурн. Тренер — Сем Паркер.

## Спортивні результати на міжнародних змаганнях

### Виступи на Олімпіадах
| Змагання                    | Збірна    | Вагова категорія          | Місце                      |
| --------------------------- | --------- | ------------------------- | -------------------------- |
| Літні Олімпійські ігри 1980 | Австралія | вільна боротьба, до 62 кг | вибув після другого раунду |
| Літні Олімпійські ігри 1984 | Австралія | вільна боротьба, до 62 кг | 4                          |
| Літні Олімпійські ігри 1988 | Австралія | вільна боротьба, до 62 кг | вибув після п'ятого раунду |
| Літні Олімпійські ігри 1992 | Австралія | вільна боротьба, до 68 кг | 11                         |
| Літні Олімпійські ігри 1996 | Австралія | вільна боротьба, до 82 кг | 19                         |

### Виступи на Чемпіонатах світу
| Змагання                        | Збірна    | Вагова категорія          | Місце |
| ------------------------------- | --------- | ------------------------- | ----- |
| Чемпіонат світу з боротьби 1982 | Австралія | вільна боротьба, до 62 кг | 10    |
| Чемпіонат світу з боротьби 1987 | Австралія | вільна боротьба, до 68 кг | 15    |
| Чемпіонат світу з боротьби 1991 | Австралія | вільна боротьба, до 74 кг | 28    |
| Чемпіонат світу з боротьби 1995 | Австралія | вільна боротьба, до 82 кг | 30    |

### Виступи на Чемпіонатах Океанії
| Змагання                          | Збірна    | Вагова категорія          | Місце  |
| --------------------------------- | --------- | ------------------------- | ------ |
| Чемпіонат Океанії з боротьби 1988 | Австралія | вільна боротьба, до 68 кг | Золото |
| Чемпіонат Океанії з боротьби 1990 | Австралія | вільна боротьба, до 74 кг | Золото |
| Чемпіонат Океанії з боротьби 1992 | Австралія | вільна боротьба, до 68 кг | Золото |
| Чемпіонат Океанії з боротьби 1995 | Австралія | вільна боротьба, до 82 кг | Золото |
| Чемпіонат Океанії з боротьби 1996 | Австралія | вільна боротьба, до 82 кг | Золото |

### Виступи на Чемпіонатах Співдружності
| Змагання                                | Збірна    | Вагова категорія          | Місце  |
| --------------------------------------- | --------- | ------------------------- | ------ |
| Чемпіонат Співдружності з боротьби 1993 | Австралія | вільна боротьба, до 82 кг | Срібло |
| Чемпіонат Співдружності з боротьби 1995 | Австралія | вільна боротьба, до 82 кг | Золото |

### Виступи на Іграх Співдружності
| Змагання                | Збірна    | Вагова категорія          | Місце  |
| ----------------------- | --------- | ------------------------- | ------ |
| Ігри Співдружності 1982 | Австралія | вільна боротьба, до 62 кг | Срібло |

### Виступи на Тихоокеанських іграх
| Змагання                | Збірна    | Вагова категорія          | Місце  |
| ----------------------- | --------- | ------------------------- | ------ |
| Тихоокеанські ігри 1995 | Австралія | вільна боротьба, до 82 кг | Бронза |

### Виступи на змаганнях молодших вікових груп
| Змагання                                     | Збірна    | Вагова категорія          | Місце |
| -------------------------------------------- | --------- | ------------------------- | ----- |
| Чемпіонат світу з боротьби серед молоді 1983 | Австралія | вільна боротьба, до 62 кг | 7     |